# Hawling
Hawling – wieś w Anglii, w hrabstwie Gloucestershire. Leży 24 km na wschód od miasta Gloucester i 130 km na zachód od Londynu.